# Novi Butorî, Rozdilna
Novi Butorî (în ucraineană Нові Бутори) este un sat în comuna Velîka Mîhailivka din raionul Rozdilna, regiunea Odesa, Ucraina.

## Demografie
Componența lingvistică a localității Novi Butorî
     Română (77,78%)
     Ucraineană (18,95%)
     Rusă (3,27%)
Conform recensământului din 2001, majoritatea populației localității Novi Butorî era vorbitoare de română (77,78%), existând în minoritate și vorbitori de ucraineană (18,95%) și rusă (3,27%).